# Ngô Thanh Thanh Tú
Ngô Thanh Thanh Tú (sinh ngày 22 tháng 4 năm 1994), là một nhà hoạt động xã hội, á hậu và người mẫu người Việt Nam. Cô đăng quang ngôi vị Á hậu 1 của cuộc thi Hoa hậu Việt Nam 2016.

## Tiểu sử
Ngô Thanh Thanh Tú sinh ngày 22 tháng 4 năm 1994 tại Hà Nội, xuất sắc giành ngôi Á hậu 1 tại cuộc thi Hoa hậu Việt Nam 2016 bên cạnh Hoa hậu Đỗ Mỹ Linh và Á hậu 2 Huỳnh Thị Thùy Dung, đây là cuộc thi nhan sắc đầu tiên mà Thanh Tú từng tham gia.
Thanh Tú cũng là một trong những thí sinh có chiều cao nổi trội nhất tại đêm chung kết Hoa hậu Việt Nam 2016.
Gia đình Thanh Tú có sáu người, bố của cô là  Ngô Văn Thọ - làm việc trong Bộ Ngoại giao và đã về hưu và mẹ của cô đang có công việc kinh doanh tại Hà Nội. Cô có 2 chị gái và 1 em trai. Chị thứ của Thanh Tú là Á hậu 1 Hoa hậu Hoàn vũ Việt Nam 2015 Ngô Trà My.
Ngoài việc sở hữu ngoại hình nổi trội, Thanh Tú còn được biết đến là một trong những người đẹp có học lực cao khi đỗ Học viện ngoại giao Hà Nội năm 2012 và nhận bằng tốt nghiệp vào năm 2016.
Cô sử dụng thành thạo tiếng Anh và có thể giao tiếp cả bằng tiếng Pháp, tiếng Nhật. Mục tiêu phấn đấu của Thanh Tú là bổ sung kiến thức cũng như ôn luyện thêm để có thể ứng tuyển vào một vị trí ở Bộ Ngoại giao. Hiện Thanh Tú là thành viên của Hội Luật quốc tế Việt Nam .

## Sự nghiệp
Bên cạnh danh hiệu Á hậu 1 Hoa hậu Việt Nam 2016, Ngô Thanh Thanh Tú là MC, người mẫu ảnh. Tuy nhiên, với mơ ước được làm việc trong Bộ Ngoại giao, Thanh Tú tham gia các sự kiện, chương trình một cách có chọn lọc nhằm bổ sung kĩ năng giao tiếp, kiến thức xã hội để tham gia vào kỳ thi tuyển dụng của Bộ Ngoại giao.
Cô được đề cử làm đại diện Việt Nam tại cuộc thi Hoa hậu Quốc tế 2018 nhưng đã từ chối vì lý do công việc.

## Các hoạt động sau khi đăng quang

### Công tác thiện nguyện và hoạt động xã hội

#### 2016 - 2017
- Tham gia chuỗi hoạt động hỗ trợ và trao tặng động viên khu vực bị ảnh hưởng của bão ở miền Trung [3].
- Chương trình kỉ niệm 180 năm huyện Kỳ Anh và trao 40 phần quà cho các thầy, cô cũng như các em học sinh có hoàn cảnh khó khăn vượt khó [4].
- Chương trình trao học bổng cho các em học sinh khó khăn tại đêm khai mạc Lễ hội Quế Văn Yên tại Yên Bái.[5]
- Chương trình nhảy flashmob “Nhảy vì sự tử tế” [6].
- Trao giải trong sự kiện “Dải Băng Đỏ’’ – sự kiện giúp hiểu hơn và cảm thông về cuộc sống của những người không may mắc phải căn bệnh thế kỉ HIV [7].
- Chuỗi sự kiện hiến máu nhân đạo “Chủ Nhật Đỏ” do báo Tiền Phong tổ chức [8].
- Sự kiện “Chạy vì cộng đồng” do báo Tiền Phong tổ chức ở Ninh Bình [9].

### Hoạt động thời trang

#### 2016
- Chuỗi sự kiện Vietnam International Fashion Week 2016 [10].
- Show thời trang “Lam Vũ” của NTK Lê Thanh Hòa.[11]
- Trình diễn trong chương trình “Duyên Dáng Việt Nam” [12].
- Trình diễn áo dài trong Festival làng nghề Huế 2017 [13].

## Đời tư
Sau khi từ chối tham gia cuộc thi Hoa hậu Quốc tế 2018, Thanh Tú đã lên xe hoa cùng doanh nhân Nguyễn Thành Phương vào ngày 2 tháng 12 năm 2018. Được biết, Thành Phương hơn Thanh Tú 16 tuổi và đã từng kết hôn một lần.